# ولنتاین خونین من
ولنتاین خونین من (به انگلیسی: My Bloody Valentine) فیلمی اسلشر، محصول سال ۲۰۰۹ به کارگردانی پاتریک لوسیر و نویسندگی تاد فارمر و زین اسمیت بر اساس داستانی از استیون میلر است. این فیلم بازسازی فیلمی اسلشر کانادایی به همین نام در سال ۱۹۸۱ می‌باشد و به صورت ۳ بعدی ساخته شده‌است. جنسن اکلس، جیمی کینگ، کر اسمیت و کوین تایگ از بازیگران فیلم هستند. داستان فیلم بر روی ساکنان یک شهر کوچک متمرکز است که در روز ولنتاین توسط یک قاتل زنجیره‌ای در معدن گرفتار می‌شوند.
فیلم‌برداری این فیلم از ۱۱ مه سال ۲۰۰۸، در جنوب غربی پنسیلوانیا و حومه شهر پیتسبرگ انجام شد و در ۱۶ ژانویه ۲۰۰۹ توسط لاینزگیت به صورت سه‌بعدی در سینماهای ایالات متحده اکران شد. ولنتاین خونین من ۱۰۰٫۷ میلیون دلار در سطح جهان فروش رفت در حالی‌که بودجه ساخت آن ۱۴ میلیون دلار بود. فیلم به‌طور کلی واکنش مثبت منتقدان را به همراه داشت و از تیم بازیگری تمجید شد.

## داستان
تام در دهمین سالگرد کشتار شب ولنتاین که جان 22 نفر را گرفت، به زادگاهش بازمی گردد. تام به جای بازگشت به خانه، خود را مظنون به ارتکاب قتل ها می بیند و به نظر می رسد که دوست قدیمی‌اش تنها کسی است که معتقد است او بی گناه است.

## بازیگران
- جنسن اکلس در نقش تام
- جیمی کینگ در نقش سارا پالمر
- کر اسمیت در نقش الکس پالمر
- ادی گاتگی در نقش دپاتی مارتی